# Venezia Calcio a 5
La Società Sportiva Dilettantistica Venezia Calcio a 5 a responsabilità limitata (fino al 2008 A.S.D. Dese Calcio a 5) è stata una società italiana di calcio a 5 con sede a Venezia.

## La UISP ed i campionati regionali
Inizialmente nata per disputare i campionati della federazione UISP, la formazione prima di essere immatricolata presso la FIGC è stata due volte campione provinciale e una volta campione regionale UISP. A seguito di queste brillanti affermazioni la decisione di partecipare ai campionati FIGC con l'iscrizione nel 1997 al campionato regionale di Serie C2, con un secondo posto finale e una promozione passando per i playoff. Dopo una stagione in cui la squadra si piazza al sesto posto, il successivo campionato 1999-2000 si rivela ricco di soddisfazioni con la promozione alla Serie B dopo la vittoria nei playoff di C1 contro il Prisma San Polo Tre Comuni, la società si fregia dell'imbattibilità regionale, unica formazione a stabilire questo primato regionale, seppur il suo vivaio non sia irresistibile sempre a livello regionale.

## La Serie B
Alla prima stagione di Serie B il Dese rischia subito il colpo a sorpresa: nonostante una rosa praticamente immutata rispetto all'anno precedente, la formazione veneziana giunge ad una insperata finale dei playoff per la conquista della Serie A2, ma è fermata dalla Luparense Calcio a 5. Nella stagione 2001-2002 invece il Dese, complice una flessione accusata nel mese di dicembre, manca l'aggancio ai playoff. La società comunque continua l'espansione con la creazione della formazione femminile (che sfiora la promozione in Serie A) e l'allestimento per il secondo anno della formazione Under 21.
La stagione 2002/2003 rappresenta una sorta di rifondazione per il club veneto che vede abbandonare alcuni suoi storici giocatori, acquistando diverse nuove leve direttamente dal calcio, ma dopo un avvio con problemi di ambientazione la squadra gareggia sino a primavera per la prima piazza con società come il Brescia Calcio a 5. Il Dese allestisce per la prima volta anche la formazione juniores, mentre la propria squadra femminile sfioranuovamente la promozione alla massima serie, perdendo lo spareggio con la Virtus Este.
L'allenatore storico della formazione, Luca Meneghel, passa dalla panchina alla Direzione Tecnica, lasciando il posto per la stagione 2003/2004 a Gilles Facchinelli intenzionato a proporre un gioco a Zona che inizialmente si rivela mal digerito dalla squadra che poi infila dieci vittorie consecutive agganciando il quinto posto, l'obiettivo dei playoff sfuma solo all'ultima giornata. Sorride invece la formazione femminile che domina il proprio campionato giungendo alla agognata promozione in Serie A regionale.
Il Dese, dopo l'innesto dell'italo-brasiliano Thiago Attanasio, il ritorno di Alessandro Toffolo già nella stagione 2003/2004, ed un nuovo innesto dell'oriundo Marcos Rocha, ingaggia un lungo duello con la Atlante Grosseto, la formazione toscana ha però alla fine la meglio sui veneti pur perdendo lo scontro diretto di Mestre per 5-3. Ai odiati playoff che hanno visto il Dese più di una volta eliminato, arriva una nuova sconfitta per mano del Piemonte Calcio a 5.
La promozione passa per la stagione 2005/2006 segnata in maniera profonda dalle squadre venete: Dese e Canottieri Belluno imperversano nel girone contendendosi il primo posto che da l'accesso diretto alla A2. Il Dese si rafforza con l'arrivo di Domenico Palmisciano, Mirko Cazzaro, Dedé Ribeiro e Renato Gomes De Souza. Al gruppo di nuovi innesti si aggiunge a dicembre Mauricio Dezordi.
Dopo un assestamento che permette di riprendersi da una flessione che li aveva relegati in terza piazza, il Dese riacciuffa la piazza d'onore e la mantiene sino alla fine guadagnando per l'ennesima volta i playoff dove supera 5-2 in casa l'Imola Calcio a 5, per poi realizzare una partita di contenimento nel ritorno di Imola dove la sconfitta per 3-1 permette alla squadra veneta di realizzare la sua prima storica promozione alla Serie A2.

## La Serie A2
Nel 2009 il Venezia assorbe l'A.S.D. Acinque Venezia vincitore del campionato di serie C1 regionale e avente il diritto di iscriversi in serie B.

## La Serie A
Nel 2011 il Venezia Calcio a 5 diventa una società a responsabilità limitata, cambiando la propria denominazione in S.S.D. Venezia Calcio a 5
Nella stagione 2010/2011 ottiene la storica promozione in serie A vincendo campionato e coppa italia di A2
Nella stagione 2011/2012 il Venezia calcio a 5 ottiene la salvezza ai Play-Out battendo il Fiumicino con i seguenti risultati: 7-3 - 3-4
Nella stagione 2012/13 il Venezia calcio a 5 retrocede ai Play-out contro il Napoli calcio a 5.
Nella stagione 2013/14 non verrà iscritto in nessun campionato per problemi finanziari.

## Cronistoria
| Cronistoria del Venezia C5 |
| --- |
| - 1997 · Affiliazione alla FIGC del Dese C5. - 1997-98 · 2ª nel girone ? di Serie C2 Veneto. Promossa in Serie C1. Vince i play-off promozione. - 1998-99 · 6ª nel girone B di Serie C1 Veneto. - 1999-00 · 1ª nel girone B di Serie C1 Veneto. Promossa in Serie B. Vince i play-off promozione. - 2000-01 · 3ª nel girone B di Serie B. Finalista play-off promozione. - 2001-02 · 5ª nel girone B di Serie B. Sedicesimi di finale di Coppa Italia di Serie B. - 2002-03 · 5ª nel girone B di Serie B. - 2003-04 · 5ª nel girone B di Serie B Sedicesimi di finale di Coppa Italia di Serie B. - 2004-05 · 2ª nel girone B di Serie B. Semifinalista play-off promozione. 1ª fase di Coppa Italia di Serie B. - 2005-06 · 2ª nel girone B di Serie B. Promossa in Serie A2. Vince i play-off promozione. - 2006-07 · 10ª nel girone A di Serie A2. - 2007-08 · 10ª nel girone A di Serie A2. - 2008 · Assume la denominazione Venezia Calcio a 5. - 2008-09 · 8ª nel girone A di Serie A2. Semifinalista di Coppa Italia di Serie A2 - 2009 · Incorpora l'Acinque Venezia. - 2009-10 · 4ª nel girone A di Serie A2. Finalista play-off promozione. Semifinalista di Coppa Italia di Serie A2. - 2010-11 · 1ª nel girone A di Serie A2. Promossa in Serie A. Vince la Coppa Italia di Serie A2 (1º titolo). - 2011-12 · 12ª in Serie A. Vince i play-out. - 2012-13 · 12ª in Serie A. Retrocessa in Serie A2. Sconfitta ai play-out. - 2013 · Scioglimento della società. |

## Statistiche e record

### Partecipazione ai campionati
| Livello | Categoria | Partecipazioni | Debutto   | Ultima stagione | Totale |
| ------- | --------- | -------------- | --------- | --------------- | ------ |
| 1º      | Serie A   | 2              | 2011-2012 | 2012-2013       | 2      |
| 2º      | Serie A2  | 5              | 2006-2007 | 2010-2011       | 5      |
| 3º      | Serie B   | 6              | 2000-2001 | 2005-2006       | 6      |
| 4º      | Serie C2  | 1              | 1997-1998 | 1997-1998       | 3      |
| 4º      | Serie C1  | 2              | 1998-1999 | 1999-2000       | 3      |

## Palmarès
- Campionato di Serie A2: 1

2010-11
- Coppa Italia di Serie A2: 1

2010-11